# Hanguanaceae
Hanguanaceae é o nome botânico de uma família de plantas com flor. Esta família não tem sido reconhecida por muitos taxonomistas.
O sistema APG II, de 2003, reconhece esta família e coloca-a na ordem Commelinales, no clade das comelinídeas, nas monocotiledóneas. Isto representa uma ligeira mudança em relação ao sistema APG, de 1998, que deixava esta família não atribuída a nenhuma ordem, mas colocava-a no mesmo clade (no entanto, utilizando o nome comelinóides). A família é composta por poucas espécies de plantas tropicais, perenes, nativas do Sri Lanka, Sudeste Asiático e Austrália.